# Vidyadhara
Vidyadhara(s) (Sanskrit Vidyādhara, 'Weisheits-Halter') sind im Hinduismus eine Gruppe von übernatürlichen Wesen mit magischen Kräften. Sie werden als Upadevas oder Halbgötter eingestuft.
Vidyadharas erscheinen aber auch in buddhistischen Quellen.

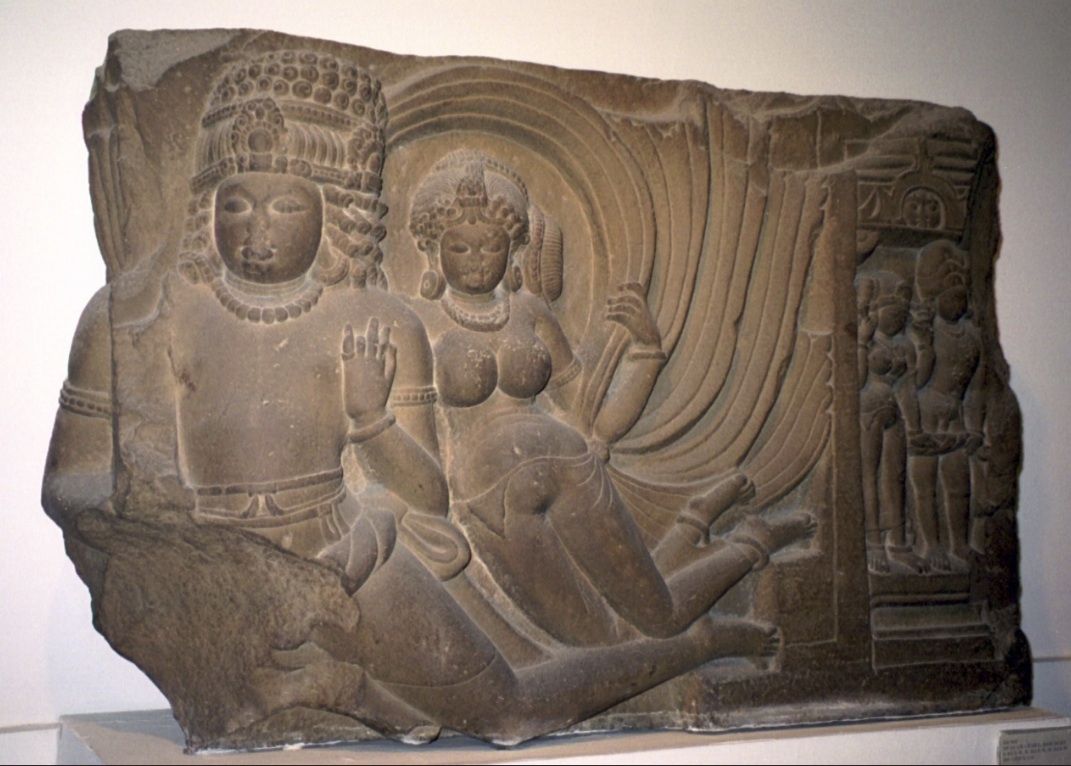
Vidyadhara mit Frau

## Hinduistische Epen
In den indischen Epen gehören die Vidyadharas zu den mit magischen Fähigkeiten versehenen Geistern der Lüfte.
Sie erscheinen auch in Kuberas Gericht, angeführt von ihrem Führer Chakradharman.
Im Mahabharata gehören die Vidyadharas zusammen mit anderen Halbgöttern zu Indras Gefolge während des Schlangen-Opfers von Janamejaya angeführt von Vipracitti.
Im Ramayana sind Vidyadharis die Frauen der Vidyadharas. Sie werden als von großer Schönheit beschrieben und werden daher von Dämonen wie Ravana entführt. Die Verse 1.22 bis 1.26 des Sundarkanda-Kapitels beschreiben die Not der Vidyadharas und ihrer Frauen, nachdem Hanuman den Druck auf den Berg Mahendra ausgeübt hat, während er seine Position in seinem Versuch übernahm, über den Ozean zu springen. Rama sieht die Frauen auf dem Berg Krauncha spielend, und ebenso auf den Hügeln von Malabar und im Khandava Wald.

## Puranas und Upanishaden
Die Vidyadharas gehören aber auch zum Gefolge von Shiva.
In Agni Purana werden sie als Girlanden tragend am Himmel beschrieben und mit anderen halbgöttlichen Wesen wie Yakshas und Gandharvas erwähnt.
Im Bhagavatapurana wird Citraketu als der König von Vidyadharas beschrieben. Es erzählt auch von einem verfluchten Vidyadhara namens Sudarshana.
Die Nada Bindu Upanishad sagt in Vers 7 : "das nächste (dritte) Matra glänzt wie die Sphäre der Sonne" und in Vers 11 "wenn er während des dritten Matra stirbt, wird er ein Vidyadhara."

## Vajrayana
Die acht indischen Vajrayana – Vidyadharas sind acht indische Meister, die als die ersten Empfänger der Kagyü-Lehren gelten. Nach Meisterung der Lehren erreichten sie die Vidyadhara – Ebene.
1. Vimalamitra – Chemchok – Gold
2. Humkara – Yangdak – Silber
3. Mañjushrimitra – Yamantaka – Eisen
4. Nagarjuna – Hayagriva – Kupfer
5. Prabhahasti – Vajrakilaya – Türkis
6. Dhanasamskrita – Mamo Bötong – Nashorn-Horn
7. Rambuguhya-Devachandra – Jikten Chötö – Achat
8. Shantigarbha – Möpa Drakngak – Zi Stein

Manchmal wird Padmasambhava als neunter Vidyadhara hinzugezählt oder auch anstelle von Prabahasti mitgezählt.
Die acht Vidyadharas erscheinen auch im Mandala von Rigdzin Düpa zusammen mit Gottheiten des Kagyü.
Die acht tibetischen Vidyadharas(Tib. བོད་ཀྱི་རིག་འཛིན་བརྒྱད་, pö kyi rigdzin gyé; Wyl. bod kyi rig 'dzin brgyad) sind acht tibetische Schüler von Guru Rinpoche, die von diesem die Kagyü – Lehren erhalten haben sollen und nach ihrer Verwirklichung zu Vidyadharas wurden
1. King Trisong Detsen – Empfänger von Chemchok Heruka
2. Namkhé Nyingpo – Empfänger von Yangdak Heruka
3. Nupchen Sangyé Yeshé – Empfänger von Yamantaka
4. Gyalwa Chokyang – Empfänger von Hayagriva
5. Yeshe Tsogyal – Empfänger von Vajrakilaya
6. Palgyi Yeshé – Empfänger von Mamo Bötong
7. Langchen Palgyi Sengé – Empfänger von Jikten Chötö
8. Vairotsana – Empfänger von Möpa Drakngak

Im Tibetischen Totenbuch hat Padmanarteshvara in einigen Ausgaben als zentraler Vidyadhara seinen Sitz im Hals – Chakra.
Nach dem Yoga Tantra wird man als weltliche Verwirklichung ein himmlischer Vidyadhara und erlangt Erleuchtung im Ghanavyuha der Amogasiddhi-Buddhafamilie, einem reinen Sambhogakaya-Bereich.

### 4 Ebenen
Im Dzogchen und im Nyingma werden 4 Ebenen(Tib. rigdzin nampa shyi; Wyl. rig 'dzin rnam pa bzhi) der Vidyadharaschaft aufgezählt:
1. Gereifter Vidyadhara (Tib. namin rigdzin; Wyl. rnam smin rig 'dzin)
2. Vidyadhara mit Macht über das Leben (Tib. tsewang rigdzin; Wyl. tshe dbang rig 'dzin)
3. Mahamudra Vidyadhara (Tib. chakchen rigdzin; Wyl. phyag chen rig 'dzin)
4. Spontan durchgeführter Vidyadhara (Tib. lhundrup rigdzin; Wyl. lhun grub rig 'dzin)